# Jucurutu (ort)
Jucurutu är en ort i Brasilien.   Den ligger i kommunen Jucurutu och delstaten Rio Grande do Norte, i den östra delen av landet, 1 600 km nordost om huvudstaden Brasília. Jucurutu ligger 73 meter över havet och antalet invånare är 11 535.
Terrängen runt Jucurutu är platt åt sydost, men åt nordväst är den kuperad.Runt Jucurutu är det glesbefolkat, med 19 invånare per kvadratkilometer.. Det finns inga andra samhällen i närheten. 
Omgivningarna runt Jucurutu är huvudsakligen savann.